# أبجديات سامية جنوبية
تعتبر الأبجديات السامية الجنوبية عائلة من الأبجديات التي انفصلت عن النص السينائي البدائي المشتق من الهيروغليفية المصرية بحلول القرن العاشر قبل الميلاد. تتكون العائلة من فرعين رئيسين: العربية الشمالية القديمة (أبجديات شمالية) (ANA) العربية الجنوبية القديمة (خط المسند) (ASA).
كانت الأبجديات حصرية للجزيرة العربية والقرن الأفريقي. أصبحت جميع الأبجديات العربية الشمالية ومعظم الأبجديات العربية الجنوبية غير مستخدمة بحلول القرن السادس الميلادي.

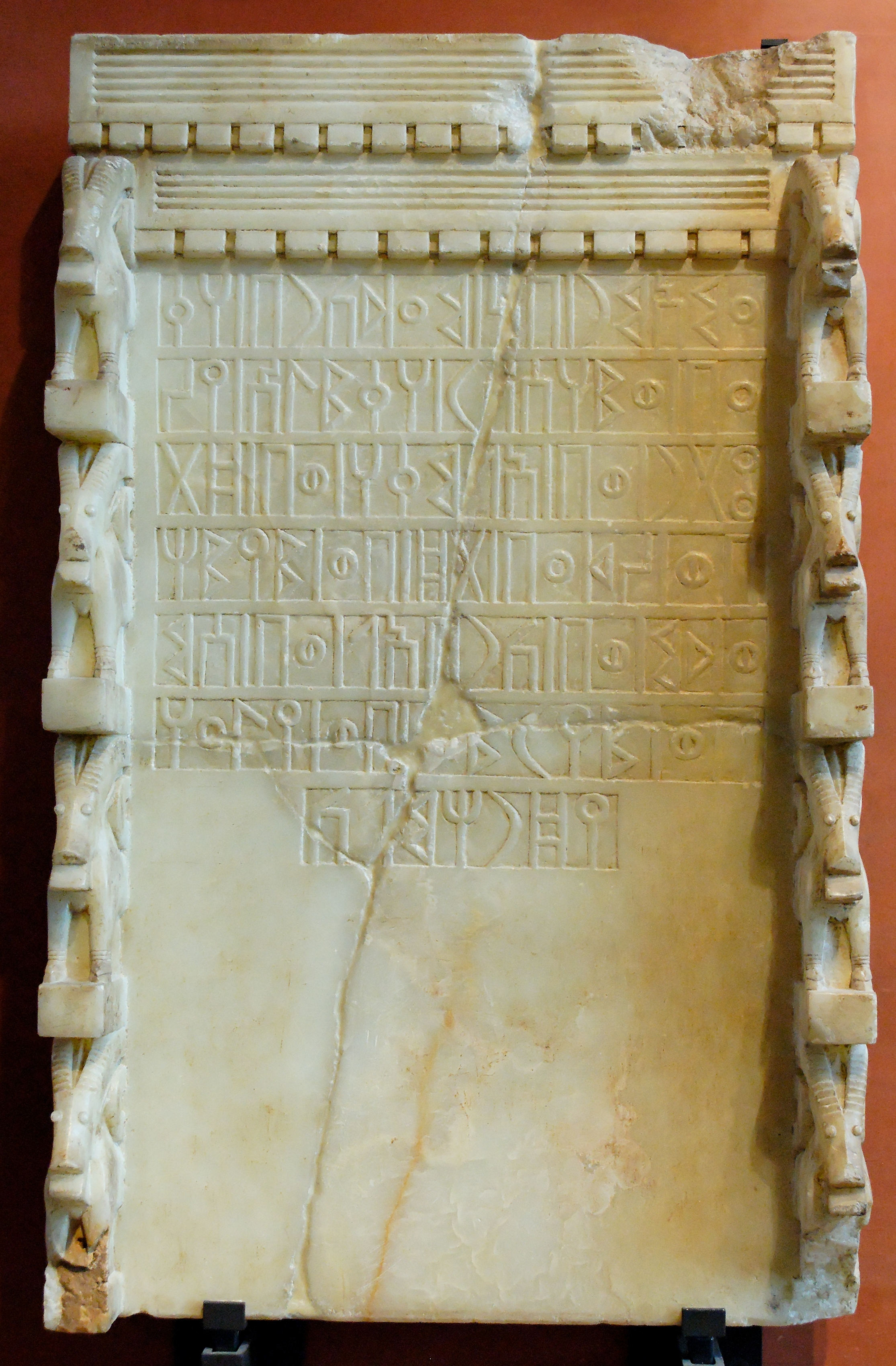
نقش جنوبي عربي موجه إلى الإله الوطني السبئي المقه

كان الاستثناء الوحيد هو الجعزية، وهي أحد أفرع الأبجديات العربية الجنوبية المستخدم في إثيوبيا وإريتريا بالقرن الأفريقي. ولا تزال هذه الكلمة ومتغيراتها قيد الاستخدام حتى اليوم لمختلف اللغات الإثيوبية. في شبه الجزيرة العربية، تم استبدال الأبجديات السامية الجنوبية بالأبجدية العربية النبطية، التي تنحدر من الأبجدية النبطية
.